# Insomnia (película de 1997)
Insomnia es una película de suspenso noruega de 1997 sobre un detective de la policía que investiga un asesinato en una ciudad ubicada sobre el círculo polar ártico. La investigación sale terriblemente mal cuando dispara por error a su compañero y posteriormente intenta encubrir su error. El título de la película hace referencia a su incapacidad para dormir, resultado de su culpa (representada por el implacable resplandor del sol de medianoche). Insomnia fue el debut cinematográfico del director Erik Skjoldbjærg. El guion fue escrito por Nikolaj Frobenius y Skjoldbjærg, y la banda sonora fue compuesta por Geir Jenssen.
La película inspiró la adaptación de Insomnia de 2002.

## Reparto
- Stellan Skarsgård es Jonas Engström;
- Sverre Anker Ousdal es Erik Vik;
- Bjørn Floberg es Jon Holt;
- Gisken Armand es Hilde Hagen;
- Maria Bonnevie es Ane;
- Bjørn Moan es Eilert;
- Maria Mathiesen es Tanja Lorentzen;
- Marianne O. Ulrichsen es Frøya;
- Kristian Figenschow es Arne Zakariassen;
- Thor Michael Aamodt es Tom Engen;
- Frode Rasmussen es el jefe de la policía.

## Recepción
La película ha sido ampliamente elogiada como un estudio psicológico «semi-noir». Roger Ebert, del Chicago Sun-Times, lo comparó con la novela Crimen y castigo de Fyodor Dostoyevsky. Para el New York Times, Janet Maslin elogió la actuación principal de Skarsgård y agregó que «la dirección elíptica y discreta del señor Skjoldbjærg mantiene el material peligroso y volátil, con pequeños toques frecuentes de lo inesperado, ya que Engstrom muestra signos crecientes de tensión».

## Nueva versión
Christopher Nolan dirigió una nueva versión de la película. La película, que cuenta con Al Pacino, Robin Williams y Hilary Swank, se estrenó en 2002.